# Diorhabda elongata
Diorhabda elongata là một loài bọ cánh cứng trong họ Chrysomelidae. Loài này được Brullé miêu tả khoa học năm 1832.

## Hình ảnh

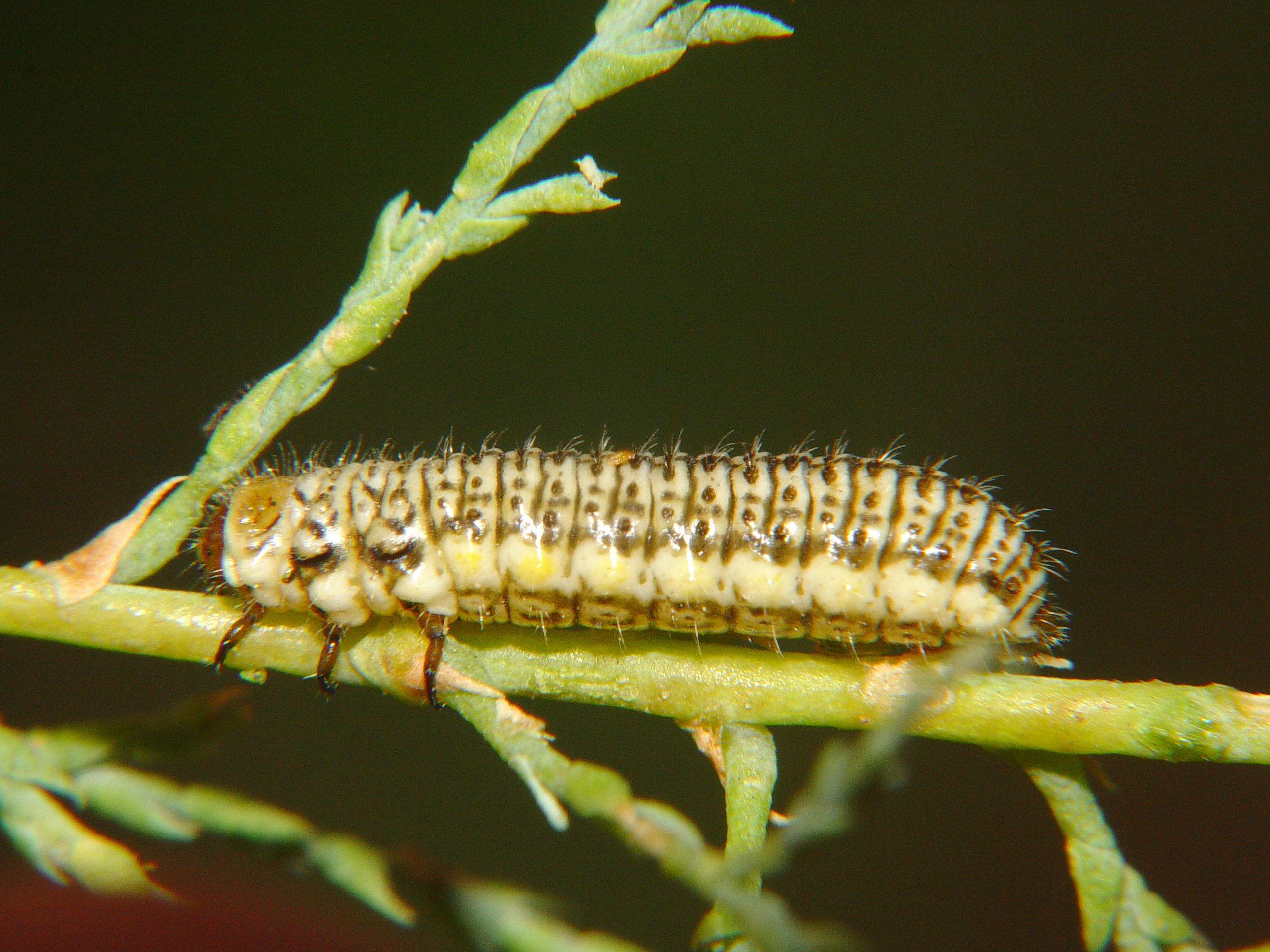
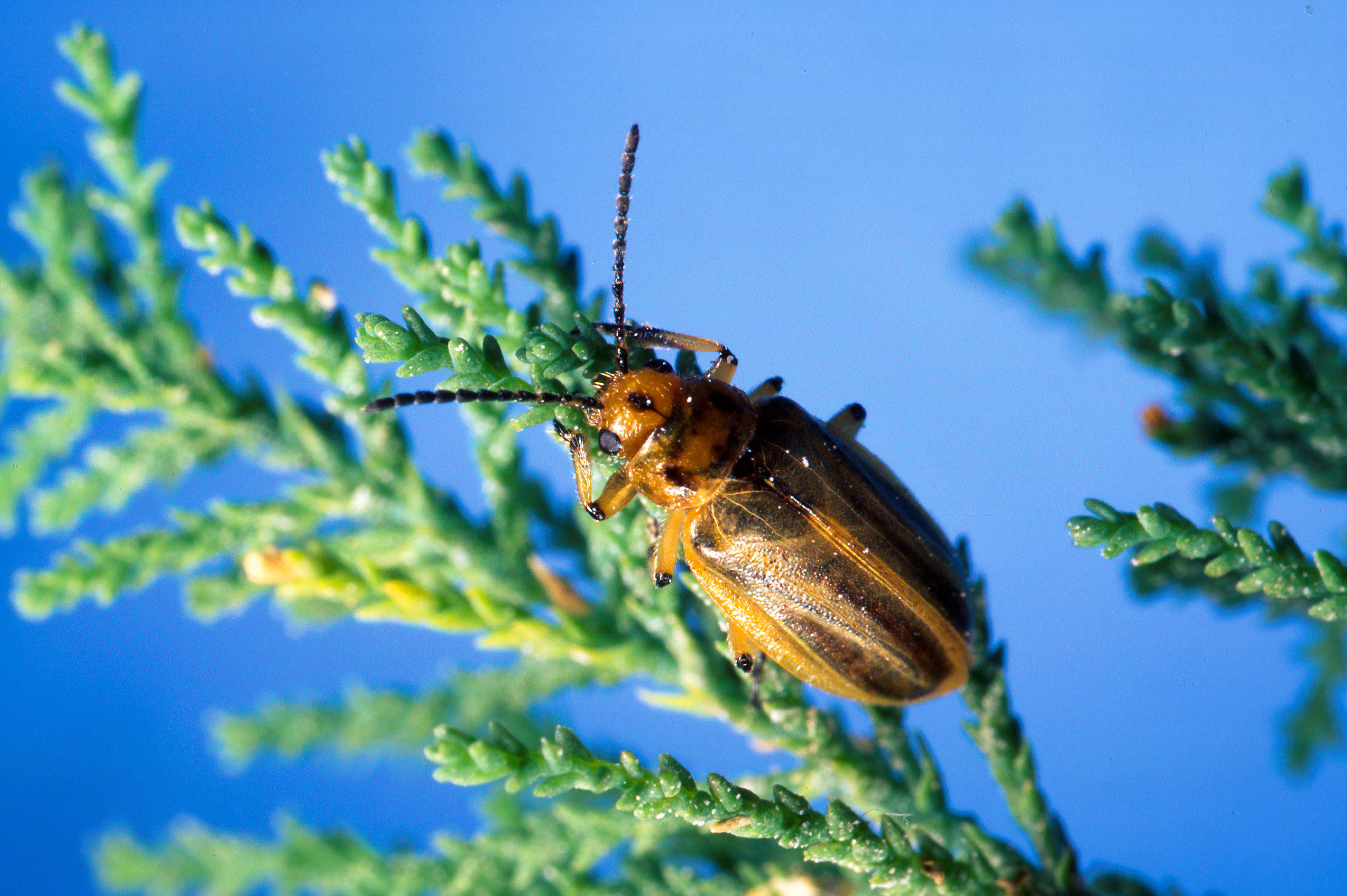